# 第14集团军 (德国国防军)
第14集团军（德语：14. Armee）是二战期间德国国防军的集团军。
第14集团军于1939年8月1日在威廉·李斯特大将的指挥下成立，并在波兰服役直到1939年10月13日波兰战役结束。
第14集团军于1943年底重新启用以保卫意大利，当时其总部是由B集团军的总部人员创建的，当阿尔伯特·凯塞林获得意大利所有轴心国军队的指挥权时，该集团军已被废除。第14集团军最初负责罗马的防御，并负责处理盟军可能在德国第10集团军后方进行的任何两栖登陆，后者正在罗马以南的防线上作战。
第14集团军于1944年1月在安齐奥面对盟军的两栖登陆，并在1944年5月盟军突破后参加了向哥德防线的战斗撤退。1945年5月2日，驻意大利的德军在盟军春季攻势中被击败后终于投降。